# Our Last Crusade or the Rise of a New World
Our Last Crusade or the Rise of a New World (яп. キミと僕の最後の戦場、あるいは世界が始まる聖戦 кими то боку но сайго но сэндзё:, аруива сэкай га хадзимару сэйсэн) — серия ранобэ, написанных Кэем Садзанэ и проиллюстрированных Ао Нэконабэ. Fujimi Shobo как импринт Kadokawa Corporation опубликовали девять томов и один сборник дополнительных историй с мая 2017 года под лейблом Fujimi Fantasia Bunko. Манга-адаптация авторства okama начала выходить в журнале Young Animal издательства Hakusensha в мае 2018. Премьера экранизации в виде аниме-сериала студии Silver Link прошла с октября по декабрь 2020 года.

## Сюжет
Сюжет произведения использует ту же завязку, что и «Ромео и Джульетта». Век назад учёные Империи обнаружили энергию, получившую название «астральной», что дала людям возможность использовать магию. Желая контролировать эту новую силу Империя стала преследовать магов, но это привело к восстанию и образованию Королевства.
Уже век идет война между империей науки и королевством магии. Однажды на поле боя встретились Иска, «Наследник чёрной стали», и Алисализ, «Ледяная ведьма». Один не знает ничего, кроме сражений, но желает положить конец войне. Другая стремится уничтожить Империю и объединить весь мир под единым баннером Королевства. Они влюбляются друг в друга, и это изменит историю.

## Персонажи
- Иска (яп. イスカ Исука)

Сэйю: Юсукэ Кобаяси
- Алисализ Лу Небулис IX (яп. アリスリーゼ・ルゥ・ネビュリス9世 Арисури:дзэ Ру: Нэбурису Кю:сэй) — «ледяная ведьма». В начале она крайне эмоционально реагирует на любую встречу с Иской,[5] на протяжении всего второго тома она постоянно ноет о том, как же ей хочется сразиться с ним, что быстро начинает наоедать.[6]

Сэйю: Сора Амамия

## Медиа

### Ранобэ
Ранобэ Our Last Crusade or the Rise of a New World написано Кэем Садзанэ и проиллюстрировано Ао Нэконабэ. Первый том был издан 20 мая 2017 года Fujimi Shobo под импринтом Fujimi Fantasia Bunko. На июль 2020 года было выпущено девять томов и одна антология из коротких историй.
Yen Press приобрело лицензию на выпуск серии в Северной Америке и опубликовало первый том 24 сентября 2019 года под названием Our Last Crusade or the Rise of a New World (с англ. — «Наш последний крестовый поход, или Возникновение нового мира»). Изначально названием должно было стать The War Ends the World / Raises the World (с англ. — «Война положит конец миру/создаст новый мир»).

### Манга
Выпуск манги авторства okama начался в журнале Young Animal издательства Hakusensha начался 11 мая 2018 года. Последняя глава вышла 12 марта 2021 года. Всего было выпущено 7 танкобонов.
Yen Press приобрело лицензию на ее выпуск в Северной Америке. Первый том вышел 5 ноября 2019 года.

### Аниме
Аниме-сериал был анонсирован на событии Fantasia Bunko Dai Kanshasai 2019 20 октября 2019 года. Съёмками сериала занимается студия Silver Link, режиссёрами выступают Син Онума и Мирай Минато, сценаристом — Кэнто Симояма, а дизайнером персонажей и главным аниматором — Каори Сато. Elements Garden записали музыку к аниме. Премьера сериала прошла 7 октября 2020 года на канале AT-X и других. Каори Исихара исполнила начальную песню «Against.», тогда как Сора Амамия — завершающую «Koori no Torikago» (яп. 氷の鳥籠 «Ледяная клетка»).

## Критика
Ранобэ получило противоречивые отзывы критиков. Одни критики хвалили его за хороший сюжет и построение мира, хотя и отмечали, что в нем может быть слишком много времени уделено жанровым шаблонам. Другие отмечали, что первый том мало внимания уделяет построению мира и больше сосредоточен на развитии отношений главных персонажей: с их первой встречи через череду случайных столкновений вплоть до конца, где им приходится объединить свои силы. Одним из описаний истории было: «„Ромео и Джульетта“ встречается с A Certain Magical Index», — Иска не обладает такой же неудачей, как Тома, но во многом ведёт себя как он, тогда как Алиса напоминает Микото, особенно тем, как она слишком эмоционально реагирует при встречах Иской. В то же время другие персонажи описаны поверхностно, и их образы двумерны и соответствуют типичным для жанра клише. Особенно не повезло женским персонажам, в частности капитану Мисмис, играющей роль пустоголового маскота, старшей сестры и взрослой лоли в сюжете.
Первый том может быть не слишком впечатляющим, но служить отличным прологом к захватывающей саге. Книги нельзя назвать плохими, они хорошо написаны, история отлично составлена, а некоторые романтические довольно забавны, особенно хороши боевые сцены, но произведению не хватает оригинальности, способной зацепить читателя, и мастерства в создании мира, персонажей или диалогов. В то же время в одном из обзоров Кэя Садзанэ называют «мастером клиффхэнгеров», так как он умудряется заканчивать каждый том так, что читателю хочется увидеть следующую книгу.
Хотя истории про влюбленных из двух противостоящих фракций встречаются в литературе часто, Иска и Алисилиэз в отличие от персонажей большинства находятся в положении, где у них есть шанс повлиять на отношения сторон.
Манга отличается тем, что в ней больше фансервиса. Отчасти из-за того что первый том покрывает лишь часть первого тома оригинала, сюжет и персонажи в нем менее раскрыты, а недостатки ранобэ еще заметнее. Как в типичном сёнэне, в манге романтика сочетается с экшеном, найдется место также политическим интригам и магии. Боевые последовательности встречаются часто и напоминают «Блич» Кубо Тайто. В оценке рисунка манги критики расходятся во мнениях: одни отмечают, что он милый, легкий и светлый с открытыми панелями, другим бросается в глаза непропорциональность тел и схожесть дизайна различных персонажей, что делает их слабо различимыми, а также незавершенность панелей на страницах.
Аниме также полно фансервиса. Как и «Ромео + Джульетта», оно старается сохранить ощущение старого мира, но перенести действие в современно/ближайшее будущее, где у Тибальта будет пистолет, а не меч. Сам мир представляет собой странную и «нереалистичную» мешанину из магии и технологии. Иска, единственный персонаж с мечом, когда остальные имперцы используют энергетические пушки и ракеты. 100-летняя война, идущая без перерыва, но при этом в мире есть нейтральные города, в которых представители обеих армий могут отправиться вместе смотреть оперу. Это делает его больше похожим на мир MMO, в котором автор не хочет признаваться, что это так. Боевые сцены про столкновении магии и технологии могли бы быть впечатляющими, и хотя над ними заметно работали, но заметно как схватки сокращали, убирая сложные для анимации сцены, которые могли бы быть впечатляющими. Last Crusade старается рассказать серьезную историю, но использует слишком много фансервиса для этого. Камера постоянно принимает самые подозрительные углы, а наряды героинь совершенно непрактичны, где боевой наряд Алисы можно описать как «нижнее белье в сочетании со свадебным платьем».
В общем премьера сериала получала средние оценки и отзывы.